# Список депутатів Львівської обласної ради I скликання
Список депутатів Львівської обласної Ради І (XXI) скликання
Детальніше про роботу Львівської обласної ради І-го демократичного скликання на сторінці Львівська обласна рада народних депутатів першого демократичного скликання.

## Галицький район
1. Вовканич Степан Йосипович, 1936 р. н., б/п, завідувач відділу Львівського відділення Інституту економіки АН УРСР 

2. Риботицький Володимир Петрович, 1942 р. н., б/п, директор Львівської дитячої художньої школи 

3. Футорський Дарій-Любомир Любомирович, 1944 р. н., б/п, науковий співробітник кафедри теоретичної фізики Львівського державного університету імені Франка 

4. Гринів Євген Андрійович, 1936 р. н., член КПРС, завідувач відділу Інституту суспільних наук АН УРСР; голова Львівського обласного комітету контролю 

5. Гнатів Микола-Ярослав Миколайович, (1937—2015), б/п, старший викладач кафедри АСУ Львівського політехнічного інституту 

6. Драк Микола Мар'янович, (1928—29.09.2011), член КПРС, старший науковий співробітник Інституту суспільних наук АН УРСР 

7. Приставський Павло Андрійович, 1945 р. н., член КПРС, генеральний директор Львівського виробничого об'єднання «Іскра» 

8. Зима Юрій Васильович, 1943 р. н., б/п, старший науковий співробітник Фізико-механічного інституту АН УРСР 

9. Гнатів Нестор Іванович, 1944 р. н., член КПРС, адвокат юридичної консультації Червоноармійського району міста Львова 

10. Ковальчук Євген Прокопович, 1939 р. н., б/п, професор кафедри фізичної та колоїдної хімії Львівського державного університету імені Франка

## Франківський район
11. Борачок Володимир Володимирович, 1962 р. н., член ВЛКСМ, начальник Львівського обласного центру профілактики правопорушень — повноваження не були визнані у березні 1990 

11. Дзера Василь Михайлович, 1945 р. н., б/п, голова виконкому Радянської районної ради міста Львова — дообраний 14 жовтня 1990 року 

12. Мельник Ігор Володимирович, (1952—2017), б/п, заступник голови Львівської обласної ради Товариства української мови ім. Т. Шевченка 

13. Іващишин Маркіян Йосипович, 1966 р. н., б/п, старший лаборант відділу історико-культурних пам'яток Інституту суспільних наук АН УРСР, голова студентського братства м. Львова 

14. Чорновіл Тарас В'ячеславович, 1964 р. н., б/п, санітар Львівської міської клінічної лікарні швидкої медичної допомоги; директор Української незалежної видавничо-інформаційної спілки (УНВІС) 

15. Батіг Михайло Іванович, 1955 р. н., член КПРС, редактор газети «Ленінська молодь» («Молода Галичина») 

16. Кос Дмитро Васильович, 1936 р. н., б/п, юрист управління магістральних газопроводів «Львівтрансгаз» 

17. Путько Ярослав Романович, 1932 р. н., б/п, інженер-технолог виробничого об'єднання «Львіватоменергоремонт» 

18. Вітович Олег Васильович, (1967—22.10.2011), б/п, тимчасово не працював, співголова СНУМу 

19. Горинь Микола Миколайович, 1945 р. н., б/п, провідний конструктор СКТБ «Електротермометрія»; заступник голови Львівської обласної ради 

20. Швайка Михайло Андрійович, 1931 р. н., б/п, старший науковий співробітник Львівського відділення Інституту економіки АН УРСР; депутат ВР УРСР 

21. Павлишин Михайло Миколайович, 1938 р. н., б/п, начальник цеху ЕПТ-2 виробничого об'єднання «Кінескоп» 

22. Пахолюк Тарас Петрович, 1958 р. н., б/п, науковий співробітник Фізико-механічного інституту АН УРСР 

23. Шпіцер Василь Іванович, 1947 р. н., б/п, начальник сектора Львівського науково-дослідного радіотехнічного інституту; голова Львівської міської ради 

24. Андрусів Богдан Миколайович, 1944 р. н., б/п, завідувач відділу СКТБ Фізико-механічного інституту АН УРСР; 1-й заступник голови виконкому Галицької районної ради

## Залізничний район
25. Бойчишин Михайло Ілярович, (1948—1994), б/п, заступник завідувача відділу проектно-конструкторського інституту конвеєробудування Львівського виробничого об'єднання «Конвеєр»; голова Шевченківської районної ради 

26. Терендій Володимир Михайлович, 1942 р. н., б/п, начальник відділу виробничого об'єднання «Рясненський комплекс «Електрон»»; голова Залізничної районної ради 

27. Гель Іван Андрійович, (1937—2011), б/п, тимчасово не працював; заступник голови Львівської обласної ради 

28. Шот Орест Романович, 1963 р. н., б/п, інженер проектної організації «Діпроспецавтотранс»; заступник голови товариства «Лева» 

29. Іськів Всеволод Петрович, 1951 р. н., член КПРС, молодший науковий співробітник Інституту суспільних наук АН УРСР; завідувач відділу культури Львівського міськвикому 

30. Калинець Ігор Миронович, 1939 р. н., б/п, старший редактор Львівської наукової бібліотеки імені Василя Стефаника АН УРСР, редактор журналу Львівського обласного відділення Українського фонду культури 

31. Вовк Богдан Петрович, 1960 р. н., член ВЛКСМ, муляр будівельного управління № 13 тресту «Львівпромбуд»; старший кореспондент часопису «За вільну Україну» 

32. Ворона Олександр Іванович, 1960 р. н., б/п, голова профкому Львівського виробничого об'єднання ім. В. І. Леніна 

33. Кліш Тарас Андрійович, 1963 р. н., б/п, інженер Львівського науково-дослідного інституту матеріалів; директор Львівського регіонального фонду «Молода Україна» 

34. Гринів Ігор Олексійович, 1966 р. н., б/п, секретар Львівського міського комітету ЛКСМУ з питань національного відродження; депутат ВР УРСР 

35. Бадік Сергій Васильович, 1963 р. н., член ВЛКСМ, інженер-технолог Львівського науково-виробничого об'єднання «Електрон» 

36. Бабій Марія Григорівна, 1937 р. н., б/п, геолог Західноукраїнської геофізичної розвідувальної експедиції; завідувач відділу ЗАГС Львівського міськвиконкому 

37. Герман Сергій Михайлович, 1952 р. н., член КПРС, кореспондент газети «Ленінська молодь» («Молода Галичина»); редактор Львівської вечірньої газети «Ратуша» 

38. Мазурик Зіновій Васильович, 1950 р. н., б/п, провідний інженер науково-дослідного інституту телевізійної техніки Львівського науково-виробничого об'єднання «Електрон»

## Шевченківський район
39. Могитич Іван Романович, (1933—2006), член КПРС, директор Львівського філіалу інституту «Укрпроектреставрація» 

40. Смеречинський Всеволод Богданович, 1952 р. н., б/п, науковий співробітник інституту ВНДІПКНафтохім Львівського науково-виробничого об'єднання «МАСМА» 

41. Юрків Ананій Федорович, 1937 р. н., б/п, викладач Львівського СПТУ № 29 

42. Панчишин Андрій Зіновійович, 1959 р. н., б/п, актор Львівського естрадного театру-студії «Не журись» 

43. Чорновіл В'ячеслав Максимович, (1937—1999), б/п, тимчасово не працював; голова Львівської обласної ради 

44. Дробчак Теодор Дмитрович, 1951 р. н., б/п, конструктор технічного відділу Львівського інструментального заводу 

45. Микуш Андрій Володимирович, 1950 р. н., б/п, конструктор І категорії заводу виробничого об'єднання «Львівхімсільгоспмаш» 

46. Комар Володимир Йосипович, (1950—29.09.1990), б/п, інженер-конструктор дослідного заводу Фізико-механічного інституту АН УРСР 
 
46. дообраний Гера Ярослав Степанович, 1940 р. н., б/п, інженер Львівського госпрозрахункового СМП управління 

47. Козловський Борис Леонідович, (1940—2018), член КПРС, журналіст, редактор відділу інформації Львівського обласного телерадіокомітету 

48. Копестинський Ігор Тадейович, 1962 р. н., б/п, апаратник Львівського молококомбінату; голова правління фонду «Молода Україна»

## Личаківський район
49. Захарчишин Лев Леонідович, 1961 р. н., б/п, старший інспектор Львівського обласного комітету охорони природи 

50. Орач Роман Іванович, 1934 р. н., член КПРС, декан факультету вдосконалення лікарів і провізорів Львівського медичного інституту 

51. Скочій Павло Григорович, (1925—2010), член КПРС, завідувач кафедри нервових хвороб Львівського медичного інституту 

52. Давимука Степан Антонович, 1947 р. н., член КПРС, начальник відділу СКБ Львівського виробничого об'єднання «Мікроприлад»; перший заступник голови Львівського облвиконкому 

53. Парубій Володимир Іванович, 1943 р. н., член КПРС, науковий співробітник відділу історії соціально-політичних рухів Інституту суспільних наук АН УРСР; заступник голови Львівського міськвиконкому 

54. Терлецький Богдан Миколайович, 1949 р. н., б/п, токар цеху № 8 Львівського виробничого об'єднання «Мікроприлад» 

55. Пилипчук Володимир Іванович, 1958 р. н., б/п, токар-розточувальник Львівського заводу «Електропобутприлад» 

56. Білинський Борис Тарасович, 1933 р. н., член КПРС, завідувач кафедри онкології, проректор з лікувальної роботи Львівського медичного інституту 

57. Парубій Андрій Володимирович, 1971 р. н., член ВЛКСМ, студент історичного факультету Львівського державного університету імені Франка 

58. Левків Тарас Богданович, 1940 р. н., б/п, завідувач відділу кераміки Львівського училища прикладного мистецтва.

## У містіБориславі
59. Копись Роман Володимирович, 1950 р. н., б/п, робітник Трускавецького кооперативу «Граніт»; інспектор Бориславського міського комітету контролю 

60. Залуський Ярослав Миколайович, (1954—2006), б/п, монтер телефонного зв'язку Бориславського філіалу науково-дослідного інституту «Хлорпроект»; перший заступник голови Бориславського міськвиконкому 

61. Гуменюк Богдан Васильович, 1954 р. н., член КПРС, головний лікар Бориславської центральної міської лікарні

## У містіДрогобичіта містіСтебнику
62. Семчишин Володимир Федорович, 1929 р. н., б/п, старший викладач Дрогобицького державного педагогічного інституту імені Івана Франка; заступник голови Дрогобицького міськвиконкому 

63. Млічко Володимир Григорович, 1938 р. н., б/п, голова профкому Дрогобицького підприємства електричних мереж 

64. Глубіш Мирослав Іванович, 1953 р. н., б/п, бригадир авторемонтної майстерні Дрогобицького комбінату побутового обслуговування населення; голова Дрогобицької міської ради, голова міськвиконкому 

65. Модрицький Юрій-Роман Северинович, 1943 р. н., б/п, викладач Дрогобицького механічного технікуму; голова комітету контролю Дрогобицької міської ради 

66. Умнов В'ячеслав Васильович, 1949 р. н., член КПРС, викладач Дрогобицького державного педагогічного інституту імені Івана Франка; завідувач відділу народної освіти Дрогобицького міськвиконкому 

67. Шипіш Євген Петрович, 1957 р. н., б/п, майстер Дрогобицького долотного заводу 

68. Корнута Іван Іванович, 1947 р. н., б/п, головний енергетик рудника № 2 Стебницького калійного комбінату; голова Стебницької міської ради, голова міськвиконкому

## У містіСамборіта Самбірському районі
69. Припін Ярослав Михайлович, 1959 р. н., б/п, механік Самбірського районного комбінату з надання послуг сільському населенню; референт-консультант Самбірського міськвиконкому 

70. Буденкевич Степан Семенович, 1935 р. н., б/п, головний бухгалтер Самбірського цукрового заводу; заступник голови Самбірського міськвиконкому 

71. Горницький Володимир Орестович, 1944 р. н., б/п, вчитель Самбірської середньої школи № 2; заступник завідувача відділу народної освіти Самбірського міськвиконкому 

72. Проць Любов Іванівна, 1959 р. н., б/п, вчитель Дублянської середньої школи 

73. Мазур Микола Андрійович, (1943—2007), член КПРС, голова колгоспу імені Мічуріна села Бісковичі Самбірського району 

74. Біляк Михайло Васильович, 1947 р. н., член КПРС, завідувач сектору аграрного відділу Льввівського обласного комітету КПУ 

75. Лискін Микола Миколайович, 1945 р. н., член КПРС, військовослужбовець, командувач 24-ї мотострілецької Залізної дивізії Прикарпатського військового округу, генерал-майор 

76. Заброварний Михайло Васильович, 1942 р. н., член КПРС, 1-й секретар Самбірського міського комітету КПУ 

77. Давид Віктор Андрійович, 1966 р. н., б/п, головний інженер колгоспу «Україна» Самбірського району

## У м.Стрию
78. Панейко Степан Григорович, 1936 р. н., б/п, інженер-оператор Прикарпатської експедиції з геофізичних досліджень у свердловинах 

79. Грищук Йосиф Іванович, 1942 р. н., б/п, інженер Стрийського мостобудівного управління № 1 

80. Мелень Мирослав Олексійович, 1929 р. н., б/п, машиніст насосної станції Стрийського комбінату благоустрою та допоміжних господарств 

81. Кравець Федір Миколайович, (1949—2011), член КПРС, художній керівник Стрийського СПТУ № 35 

82. Гнатів Ізидор Іванович, 1937 р. н., б/п, викладач Стрийського СПТУ № 8

## У м.Трускавці
83. Бучацький Мирон Володимирович, 1939 р. н., б/п, лікар Трускавецького підліткового санаторію імені 50-річчя Великого Жовтня; завідувач відділу охорони здоров'я Трускавецького міськвиконкому

## У м.Червонограді
84. В'язівський Володимир Михайлович, 1963 р. н., член ВЛКСМ, електрослюсар шахти № 10 «Великомостівська»; директор Червоноградського відділення фонду «Молода Україна»

85. Махник Михайло Степанович, 1954 р. н., б/п, секретар Львівського територіального комітету профспілки робітників вугільної промисловості 

86. Солдат Мирослав Петрович, 1965 р. н., б/п, гірничий майстер дільниці Червоноградської шахти імені Лопатіна; голова міської організації СНУМу 

87. Хмара Степан Ількович, 1937 р. н., б/п, лікар Червоноградської міської стоматологічної поліклініки; депутат ВР УРСР 

88. Слука Степан Іванович, 1953 р. н., член КПРС, заступник директора Червоноградського СПТУ № 67; заступник голови Червоноградської міської ради народних депутатів 

89. Дрогобицький Нестор Дмитрович, 1936 р. н., б/п, заступник начальника дільниці № 4 шахти № 9 «Великомостівська»

## Бродівський район
90. Пущик Євген Васильович, 1956 р. н., член КПРС, інженер лінійної виробничо-диспетчерської станції «Броди» нафтопроводу «Дружба»; перший заступник голови Бродівської районної ради 

91. Демчинський Йосип Степанович, 1946 р. н., б/п, столяр Бродівського механічного заводу Львівського виробничого об'єднання імені Леніна

92. Орлюк Сергій Петрович, (1932—2008), член КПРС, редактор багатотиражної газети колгоспу «Прогрес» Бродівського району 

93. Франків Ярослав Петрович, (1949—1995), член КПРС, голова колгоспу «Шлях Ілліча» («Мир») села Черниця Бродівського району 

94. Пуцило Володимир Іванович, 1944 р. н., член КПРС, доцент Львівського політехнічного інституту

## Буський район
95. Харко Іван Іванович, 1957 р. н., б/п, старший інженер-будівельник Буського районного міжколгоспного управління капітального будівництва; завідувач відділу Буського райвиконкому 

96. Квасниця Володимир Володимирович, 1950 р. н., б/п, головний механік Красненського цукрового заводу Буського району; заступник голови Буського райвиконкому 

97. Павлів Степан Васильович, (21.05.1935—1.03.2001), член КПРС, 1-й секретар Буського районного комітету КПУ 

98. Жолнович Володимир Петрович, 1940 р. н., б/п, вчитель Олеської середньої школи Буського району; завідувач відділу народної освіти Буського райвиконкому

## Городоцький район
99. Шабат Євген Омелянович, 1940 р. н., б/п, вчитель Городоцької середньої школи № 3 

100. Карпенко Володимир Мефодійович, (1951—2011), член КПРС, головний лікар санаторію «Любінь Великий» 

101. Маланчак Ігор Іванович, 1959 р. н., б/п, електрик Львівського заводу гумово-технічних виробів; голова Комарнівської міської ради 

102. Коржинський Ярослав Васильович, 1942 р. н., б/п, науковий співробітник Львівського відділення Інституту ботаніки АН УРСР — дообраний у квітні 1990 року 

103. Шаблатович Микола Іванович, 1956 р. н., б/п, директор Градівської середньої школи Городоцького району 

104. Грабович Михайло Володимирович, 1952 р. н., член КПРС, 1-й секретар Городоцького районного комітету КПУ

## Дрогобицький район
105. Данилків Богдан Андрійович, 1962 р. н., член ВЛКСМ, технік, голова кооперативу колгоспу «Україна» села Грушів Дрогобицького району 

106. Кельман Іван Іванович, 1938 р. н., член КПРС, начальник виробничого об'єднання «Львівавтотранс» 

107. Строган Олександр Дмитрович, (1946—2009), б/п, викладач Меденицького СПТУ № 72 Дрогобицького району 

108. Лаганяк Юліан Ілліч, (11.11.1945—14.10.2002), член КПРС, голова виконкому Дрогобицької районної ради; директор Доброгостівської птахофабрики 

109. Голобутовський Зіновій Володимирович, 1947 р. н., б/п, інженер-конструктор Бориславського експериментального ливарно-механічного заводу 

110. Хомик Ореслава Василівна, 1955 р. н., б/п, лікар пансіонату «Полонина» міста Трускавця

## Жидачівський район
111. Пацановський Тарас Іванович, 1964 р. н., член ВЛКСМ, інженер-конструктор Ходорівського спеціального конструкторського бюро поліграфічного машинобудування; голова районної організації Руху 

112. Борис Мирон Васильович, 1970 р. н., б/п, начальник механізованого загону Жидачівського управління осушувальних систем 

113. Михайлюк Богдан Васильович, (1929—2009), б/п, начальник цеху техпаперів Жидачівського целюлозно-картонного заводу; голова Жидачівської районної ради, голова виконкому 

114. Ревуцький Степан Іванович, 1951 р. н., член КПРС, вчитель Монастирецької середньої школи; перший заступник голови Жидачівського райвиконкому 

115. Назаренко Костянтин Петрович, 1967 р. н., член ВЛКСМ, інженер-технолог Ходорівського заводу поліграфічних машин; заступник голови районної організації ДСМ 

116. Набитович Ігор Йосипович, 1964 р. н., член ВЛКСМ, вчитель Дулібської неповної середньої школи Жидачівського району; перший заступник голови Ходорівського міськвиконкому

## Золочівський район
117. Балаш Мар'ян Іванович, (1949—1996), б/п, православний священник села Ушня Золочівського району 

118. Недільський Анатолій Васильович, 1956 р. н., б/п, відповідальний секретар багатотиражної газети «Вперед» колгоспу «Україна» села Скнилів Золочівського району; кореспондент газети «За вільну Україну» 

119. Рибак Ярослав Тимофійович, 1967 р. н., член ВЛКСМ, інженер Фізико-механічного інституту АН УРСР; голова комітету у справах молоді Львівської міської ради 

120. Золотник Борис Андрійович, (1953—2014), член КПРС, вчитель історії Золочівської середьої школи № 2 

121. Цибульський Іван Степанович, 1953 р. н., б/п, організатор із позакласної і позашкільної роботи Золочівської середьої школи № 2; заступник голови виконкому Золочівської районної ради 

122. Шептицький Зеновій Стахович, 1952 р. н., член КПРС, голова колгоспу імені Крупської (імені В. Івасюка) села Ремезівці Золочівського району

## Кам'янка-Бузький район
123. Лоза Богдан Васильович, 1947 р. н., член КПРС, голова колгоспу імені ХХ з'їзду КПРС («Нива») села Банюнин Кам'янка-Бузького району 

124. Янишин Ярослав Степанович, 1949 р. н., член КПРС, генеральний директор агропромислового комплексу «Карпати»; голова колгоспу «Світанок» Кам'янка-Бузького району 

125. Флис Михайло Іванович, 1933 р. н., член КПРС, голова агрофірми-колгоспу імені Леніна («Кам'янка») міста Кам'янка-Бузька Кам'янка-Бузького району 

126. Кожушко Михайло Миколайович, 1954 р. н., член КПРС, голова виконкому Кам'янка-Бузької районної ради; директор радгоспу декоративних культур

## Миколаївський район
127. Сколоздра Роман Васильович, 1955 р. н., член КПРС, директор Крупської неповної середньої школи Миколаївського району; голова Розвадівської сільської ради 

128. Паламар Іван Іванович, 1949 р. н., б/п, викладач Миколаївського філіалу Дрогобицької автошкоди 

129. Кривенко Олександр Анатолійович, (1963—2003), б/п, завідувач кореспондентського пункту журналу «Пам'ятки України» 

130. Пахолок Ірина Богданівна, 1965 р. н., член ВЛКСМ, викладач Новороздольського політехнікуму; завідувач райвно Миколаївського району 

131. Дуда Іван Рудольфович, (1965—2008), б/п, анестезист Новороздільської міської лікарні 

132. Гурська Віра Стефанівна, 1944 р. н., б/п, заступник голови профспілкового комітету Роздольського виробничого об'єднання «Сірка»

## Мостиський район
133. Шаповалова Тамара Федорівна, 1938 р. н., член КПРС, голова Львівської обласної ради профспілок 

134. Сторожук Сергій Степанович, 1950 р. н., член КПРС, голова виконкому Мостиської районної ради 

135. Кузьо Роман Миколайович, 1933 р. н., член КПРС, директор Судововишнянського психоневрологічного будинку-інтернату 

136. Балич Іван Михайлович, 1962 р. н., член КПРС, директор Гостинцівської неповної середньої школи Мостиського району — дообраний у квітні 1990 року 

137. Гончарук Володимир Євтихійович, 1947 р. н., член КПРС, секретар Львівського обласного комітету КПУ

## Нестерівський (Жовківський) район
138. Кирей Михайло Ілліч, 1936 р. н.,  член КПРС, голова виконкому Львівської обласної ради народних депутатів; керівник групи консультантів Львівського обласного комітету КПУ 

139. Дунець Леонтій Антонович, (1936—1994), член КПРС, голова комітету агропромислових формувань (АПК) Львівської області — вибув із області у 1992  

139. дообраний Федорчак Григорій Васильович, 1945 р. н., голова колгоспу «Нове життя» села Добросин Жовківського району 

140. Тринько Роман Іванович, 1933 р. н., член КПРС, ректор Львівського сільськогосподарського інституту 

141. Гук Михайло Васильович, 1959 р. н., член КПРС, заступник голови Львівського обласного комітету охорони природи

142. Чаус Олександр Михайлович, (1937—2012), член КПРС, генеральний директор Львівського виробничого об'єднання «Полярон»

143. Буричко Зіновій Олексійович, 1955 р. н., член КПРС, завідувач відділу пропаганди і агітації, 2-й секретар Нестеровського районного комітету КПУ 

144. Сало Іван Андрійович, 1940 р. н., член КПРС, голова Федерації футболу Львівської області, член Спілки письмнників СРСР 

145. Комар Петро Панасович, 1952 р. н., член КПРС, генеральний директор агропромислового комплексу (АПК) «Нестеров» Нестеровського району

## Перемишлянський район
146. Федушак Андрій Львович, 1951 р. н., б/п, лікар-хірург Львівської обласної клінічної лікарні

147. Лопушанський Роман Миколайович, 1956 р. н., б/п, районний інженер Західноукраїнської інспекції Держгазнагляду СРСР; спеціаліст оргвідділу Львівського облвиконкому 

148. Гущук Володимир Йосипович, 1957 р. н., б/п, соціолог відділу науково-дослідного інституту інформатики і управління Львівського виробничого об'єднання «Електрон» 

149. Вінтонів Іван Степанович, 1937 р. н., б/п, доцент кафедри генетики, лісових культур і деревознавства Львівського лісотехнічного інституту

## Пустомитівський район
150. Легкий Зіновій Миколайович, 1940 р. н., б/п, вчитель Мурованської неповної середньої школи Пустомитівського району 

151. Паранюк Володимир Олексійович, 1936 р. н., член КПРС, старший науковий співробітник Західного відділення Українського науково-дослідного інституту механізації і елетрифікації сільського господарства; начальник відділу управління с/г Львівського облвиконкому 

152. Петрик Олег Михайлович, 1948 р. н., б/п, тимчасово не працював 

153. Майовець Євген Йосипович, 1953 р. н., член КПРС, доцент кафедри політекономії Львівського державного університету імені Франка 

154. Присяжний Михайло Павлович, 1951 р. н., член КПРС, викладач кафедри журналістики Львівського державного університету імені Франка 

155. Пилипчук Олександр Олександрович, 1944 р. н., член КПРС, секретар Львівського обласного комітету КПУ 

156. Гаєцький Зіновій Іванович, 1941 р. н., б/п, вчитель Пустомитівської середньої школи; керуючий справами Пустомитівського райвиконкому 

157. Гаврилишин Роман Михайлович, 1948 р. н., б/п, начальник технологічного відділу виробничого об'єднання «Львіватоменергоремонт» 

158. Деревацький Ігор Теодорович, 1945 р. н., б/п, завуч Щирецької середньої школи Пустомитівського району

## Радехівський район
159. Бедрило Степан Степанович, 1932 р. н., б/п, агроном агрофірми імені Ярослава Галана села Вузлове Радехівського району; голова асоціації фермерських господарств Львівщини 

160. Попов Валерій Анатолійович, 1950 р. н., член КПРС, військовослужбовець, командир в/ч 2144 (начальник 7-го Карпатського прикордонного загону Західного прикордонного округу КДБ), полковник 

161. Грищук Олександр Петрович, 1952 р. н., б/п, головний лікар Сморжівської лікарської амбулаторії Радехівського району; головний лікар Радехівської центральної районної лікарні 

162. Музичка Петро Васильович, 1949 р. н., б/п, машиніст екскаватора ПМК-188 у місті Радехові; голова комітету контролю Радехівської районної ради 

163. Янцур Мирон Дмитрович, 1935 р. н., б/п, лікар-лаборант Радехівської центральної районної лікарні; голова Радехівської районної ради та райвиконкому

## Сколівський район
164. Щур Роман Семенович, 1934 р. н., б/п, вчитель Підгородецької середньої школи Сколівського району; голова Сколівської районної ради 

165. Сокорчук Василь Миколайович, 1954 р. н., член КПРС, військовослужбовець, полковник; 1-й секретар Самбірського міського комітету КПУ 

166. Кривдик Володимир Мирославович, 1956 р. н., б/п, інженер Львівської дільниці Київського спеціалізованого підприємства «Союзавтомашбуд» 

167. Павлюк Степан Петрович, 1948 р. н., член КПРС, старший науковий співробітник Львівського відділення Інституту мистецтвознавства, фольклору та етнографії АН УРСР; депутат ВР УРСР

## Сокальський район
168. Кінах Олексій Олександрович, 1949 р. н., член КПРС, генеральний директор агрокомбінату «Сокаль» Сокальського району 

169. Балко Олексій Іванович, (27.03.1946—6.02.1992), член КПРС, адвокат Червоноградської юридичної консультації; голова Львівського регіонального фонду допомоги репресованим 

170. Бендзяк Андрій Олексійович, 1949 р. н., б/п, робітник шахти імені 50-річчя СРСР міста Червонограда 

171. Ануфрієв Юрій Васильович, 1938 р. н., член КПРС, військовослужбовець, 1-й заступник начальника політуправління Прикарпатського військового округу 

172. Штикало Ярон Максимович, (1931—2002), б/п, інженер виробничого об'єднання «Укрзахідвугілля» 

173. Мулявка Віктор Степанович, (1950—2002), член КПРС, заступник голови колгоспу імені Лопатіна села Скоморохи Сокальського району 

174. Кушнерук Ярослав Іванович, 1937 р. н., б/п, інженер шахтоспецмонтажно-налагоджувального управління (ШСМНУ) в місті Сокалі 

175. Куцин Іван Григорович, 1935 р. н., член КПРС, голова колгоспу «Росія» села Княже Сокальського району.

## Старосамбірський район
176. Лось Йосип Дмитрович, 1937 р. н., член КПРС, доцент кафедри журналістики Львівського державного університету імені Франка 

177. Андрушко Орест Дмитрович, 1936 р. н., член КПРС, директор радгоспу імені 60-річчя Великої Жовтневої соціалістичної революції села Міженець Старосамбірського району 

178. Сольський Іван Васильович, 1958 р. н., б/п, студент Львівського лісотехнічного інституту — відмовився від мандату в грудні 1990 року 

178. дообраний у 1991 році Горбовий Володимир Іванович, 1961 р. н., б/п, голова Старосамбірської районної ради 

179. Павелко Євген Михайлович, 1944 р. н., б/п, завідувач хірургічного відділення Старосамбірської центральної районної лікарні 

180. Федорчак Василь Михайлович, 1946 р. н., б/п, робітник заводу «Екватор» 

181. Гірняк Ігор Володимирович, 1957 р. н., б/п, інженер-конструктор заводу «Екватор»

## Стрийський район
182. Базів Василь Андрійович, 1955 р. н., член КПРС, кореспондент «Робітничої газети» по західних областях УРСР; головний редактор часопису «За вільну Україну» 

183. Чабан Орест Миколайович, 1957 р. н., б/п, диспетчер Дашавської станції підземного сховища газу; завідувач організаційного відділу Львівського облвиконкому 

184. Осипов Віктор Тихонович, 1944 р. н., член КПРС, військовослужбовець, командир 28-го корпусу Протиповітряної оборони (ППО) СРСР, генерал-майор 

185. Маковський Петро Ілліч, 1962 р. н., член ВЛКСМ, інженер Прикарпатського виконробства Московського будівельно-монтажного налагоджувального управління тресту «Центрнафтогазмонтаж» 

186. Курилишин Дмитро Михайлович, 1940 р. н., б/п, інженер Стрийської станції підземного сховища газу

## Турківський район
187. Пукшин Володимир Йосипович, 1954 р. н., член КПРС, директор радгоспу ім. 50-річчя Компартії України села Нижня Яблунька Турківського району 

188. Погребняк Яків Петрович, (1928—2016), член КПРС, 1-й секретар Львівського обласного комітету КПУ —  у 1990 році склав депутатські повноваження 

188. дообраний Фурдичко Орест Іванович, 1952 р. н., генеральний директор виробничого об'єднання «Львівліс» 

189. Давидов Владислав Семенович, (1945—2008), член КПРС, військовослужбовець Прикарпатського військового округу 

190. Геврич Ярослав Богданович, 1937 р. н., б/п, лікар-стоматолог Турківської центральної районної лікарні 

191. Муравйов Борис Григорович, 1927 р. н., член КПРС, начальник Львівського обласного шляхового управління; начальник обласного виробничого об'єднання ремонту, будівництва та експлуатації автомобільних шляхів.

## Яворівський район
192. Верещинський Роман Андрійович, 1957 р. н., член КПРС, головний агроном колгоспу «Україна» села Чолгині Яворівського району; заступник голови Яворівського райвиконкому 

193. Бойко Микола Миколайович, 1954 р. н., б/п, голова кооперативу «Орнамент» Львівського міського комітету ЛКСМУ 

194. Пустовойченко Микола Миколайович, 1946 р. н., член КПРС, військовослужбовець Прикарпатського військового округу 

195. Жеплинський Роман Михайлович, (1932—2009), б/п, начальник конструкторського відділу Яворівського виробничого об'єднання «Сірка» 

196. Іванець Петро Петрович, 1956 р. н., б/п, кореспондент редакції газети «Зоря»; голова Немирівської селищної ради 

197. Лазоркін Віталій Ілліч, 1945 р. н., начальник циклу військової кафедри Львівського політехнічного інституту, полковник — дообраний у 1991 році 

198. Гордієнко Олексій Валерійович, 1952 р. н., б/п, виконроб пересувної механізованої колони № 14; голова виконкому Новояворівської міської ради — дообраний 14 жовтня 1990 року 

199. Верхола Юрій Андрійович, 1949 р. н., б/п, заступник директора філіал-заводу виробничого об'єднання «Львівприлад» 

200. Мельник Надія Теодорівна, 1948 р. н., б/п, головний лікар Яворівської районної лікарні